# Прапетно Брдо
Прапетно Брдо (словен. Prapetno Brdo) — поселення в общині Толмин, Регіон Горишка, Словенія. Висота над рівнем моря: 658,1 м.